# 朴子溪
朴子溪，舊名樸仔腳溪，位於臺灣南部，屬於中央管河川，幹流長度75.87公里，流域面積426.60平方公里。主流上游名為牛稠溪，因蜿蜒流經民雄鄉標高34公尺之牛稠山而得名。主流發源於阿里山山脈四天王山竿蓁坑，向西橫貫竹崎鄉後，流經嘉義市、民雄鄉邊界及太保市、新港鄉交界，至月眉潭（地名）附近，始稱朴子溪，隨後流入六腳鄉，再經該鄉與朴子市邊界，最後於東石鄉出海。

## 朴子溪水系主要河川
- 朴子溪 - 牛稠溪：嘉義縣、嘉義市
  - 獅頭溪（獅子頭溪）：民雄鄉、竹崎鄉
  - 濁水溪 (嘉義縣)：竹崎鄉、番路鄉
    - 清水溪 (嘉義縣)：竹崎鄉、番路鄉

  - 白樹腳溪：竹崎鄉
  - 科底溪：竹崎鄉
  - 崎腳溪：竹崎鄉

## 水庫
- 內埔仔水庫

## 主要橋樑
以下由河口至源頭列出主流上之主要橋樑：

### 朴子溪河段
- 東石濱海橋（省道台61線）
- 東石南橋（省道台17線）
- 東石大橋（縣道168號）
- 港口大橋（鄉道嘉7線）
- 朴子大橋（省道台19線）
- 蒜頭大橋（縣道157號）
- 介壽橋（鄉道嘉57線）
- 台糖鐵路橋（台糖鐵路）
- 灣內大橋（鄉道嘉54線）
- 安灣橋（鄉道嘉54線）
- 新保大橋（省道台37線）
- 高鐵朴子溪橋（台灣高鐵）
- 六興橋（鄉道嘉49線）
- 月眉潭橋（縣道159號）

### 牛稠溪河段
- 國道1號牛稠溪橋（國道1號）
- 華興橋（鄉道嘉83線、嘉義市文化路）
- 牛稠溪橋（臺鐵西部幹線）
- 牛稠溪橋（省道臺1線（忠孝路））
- 台林橋（鄉道嘉市6線（台林街）、嘉178線）
- 盧山橋（鄉道嘉市8線（東義路）、嘉112線）
- 牛稠溪橋（國道3號）
- 義仁吊橋
- 義仁橋
- 永順橋（鄉道嘉113線）
- 和樂橋（縣道166號）
- 仁泰橋
- 鎮安橋
- 竹崎大橋（省道臺3線）
- 牛稠溪橋（阿里山森林鐵路）
- 松竹橋（鄉道嘉120線）
- 金龍橋（鄉道嘉117線）
- 金福橋（鄉道嘉122線）